# Victorina Malharro
Victorina Malharro (Buenos Aires, 12 de enero de 1881 - Buenos Aires, 8 de octubre de 1928) fue una maestra y escritora argentina que tuvo una importante actuación a comienzos del siglo xx.

## Biografía
Victorina Malharro nació el 12 de enero de 1881 en Buenos Aires. Sus padres fueron Pedro Mailharro y Juliana Yriburu, ambos origen vascofrancés. Tuvo dos hermanos, Martín y Pedro.
De niña estudió en la Escuela Normal de Profesores Nº 1 de la ciudad de Buenos Aires. Como docente se desempeñó como Directora de Escuela e inspectora técnica del Consejo Nacional de Educación.
Empleó el seudónimo Verax, en la revista El Pueblo, donde escribía artículos en los que relataba “la rabia y la risa” del trabajo docente, al mismo tiempo que hacía críticas a la pedagogía oficial, los planes de estudio, los inspectores y las autoridades escolares. Fue colaborada de la revista El Hogar, donde no se presentaba como escritora, sino como "mujer que escribe". Allí presentaba sus preocupaciones sobre la vida cotidiana de la escuela, como los escolares y la celebración de los efemérides, las asignaturas y el rol de las maestras normales. Su visión crítica de la institución educativa generaron amplios debates en el ámbito escolar, lo que expuso en un folleto publicado con el título Entretelones de la escuela primaria. Escribió otros libros para niños sobre la enseñanza de geografía, el aprendizaje de la lectura, y para maestros.
También se desempeñó como conferencista en jornadas de educadores de la época. Su visión de la educación y el rol de las docentes la ubican como parte del movimiento feminista de principios del siglo xx. Su postura crítica con el sistema educativo de la época no impidió que sea considerada un producto del mismo, escribiendo desde dentro del sistema y como forma de mejorarlo.
A pesar de que afirmaba no ser escritora, también escribió novelas, como Gato escaldado (1918); De amor y de dolor (1919) y Amor y meteorología (1920).
Falleció el 8 de octubre de 1928 en Buenos Aires. Al año siguiente su marido publicó una recopilación, en dos tomos, con los artículos que había publicado en las revistas El pueblo y El hogar, bajo el título In Memoriam.